# Lehmkuhlener
Le Lehmkuhlener est une race de poneys de selle et de sport, d'origine allemande. Issu du poney de Dülmen et de divers autres poneys d'origine britannique, il provient de l'élevage privé de la maison du Baron von Donner, dans le Schleswig-Holstein. Apte à différents sports équestres, cette race autrefois destinée aux travaux agricoles montre une bonne polyvalence. Le Lehmkuhlener est extrêmement rare, seule une poignée d'individus étant recensée au début des années 2000. 
Bien qu'il dispose d'un stud-book, le Lehmkuhlener n'est pas officiellement reconnu en Allemagne. Une menace d'extinction pèse sur la race d'après différents organislmes officiels, tels que la FAO.

## Histoire

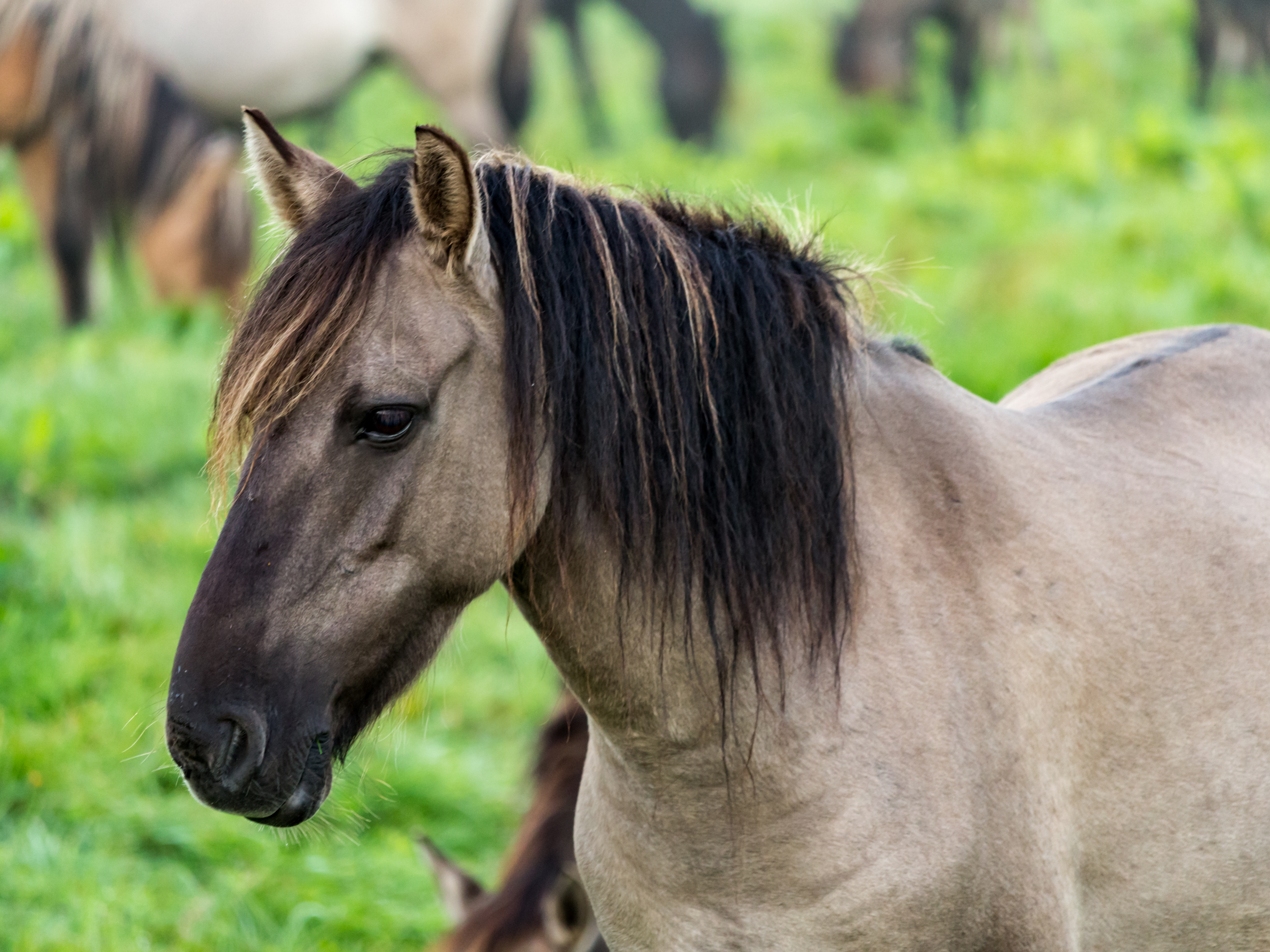
Poney de Dülmen, l'une des races à l'origine du Lehmkuhlener.

Le Lehmkuhlener constitue une race extrêmement méconnue, même des experts en zootechnie équine. Il ne figure ainsi pas dans la seconde édition de l'ouvrage de l'université de l'Oklahoma recensant les races de chevaux (2007). 
Il a été sélectionné dans le Schleswig-Holstein, à partir de divers croisements entre des poneys anglais du Westmorland, du New Forest et de l'île de Rùm, ainsi que des poneys allemands de race Dülmen, au début du XXe siècle
. Il est possible que des poneys du Dartmoor aient compté parmi ses ancêtres. Sa première mention connue remonte à 1913,. Il s'agit de l'élevage du l'élevage privé de la maison du Baron von Donner. Son troupeau compte jusqu'à 80 poneys.
Le troupeau originel est dispersé au milieu des années 1950,, entraînant un oubli progressif de cette race après la Seconde Guerre mondiale. Le Lehmkuhlener est considéré officiellement comme éteint par certaines organisations équestres, car le propriétaire originel a déclaré la race comme perdue.

## Description
CAB International (2016) indique une fourchette de taille de 1,30 m à 1,37 m. Le guide Delachaux (2014 et 2016) indique 1,25 m à 1,40 m, avec une moyenne de 1,35 m. Cette fourchette est la même que celle mentionnée par le Gesellschaft zur Erhaltung alter und gefährdeter Haustierrassen e. V. (GEH), la Société pour la conservation des races animales domestique anciennes et en danger.
Le modèle est celui du poney de selle et de sport, bien que compact. La tête est de profil rectiligne, la poitrine est large. La croupe est inclinée et puissante. Le dimorphisme sexuel est important, les étalons ayant des crins plus longs et fournis que les juments.
La robe est baie, bai foncée, ou noire, avec gène Dun et marques primitive, ou bien pie,.
La race est caractérisée par sa bonne santé, sa longévité et sa fertilité. Frugale et économique, elle peut être élevée en plein air toute l'année, si un abri est disponible,.
Il existe une communauté d'intérêts pour la conservation du poney Lehmkuhlener (Interessengemeinschaft zur Erhaltung des Lehmkuhlener Ponys), revendiquant le statut de « poney national du Schleswig-Holstein ». Cette communauté d'intérêt estime que la non-reconnaissance de la race est voulue en Allemagne, afin que le Lehmkuhlener ne soit pas adjoint à la liste officielle des races menacées, et que son extinction ne soit pas officiellement reconnue.

## Utilisations
C'est un poney de sport, réputé polyvalent dans de nombreuses disciplines. Il présente une bonne poussée de l'arrière-main, et donc un bon coup de saut. Les Lehmkuhlener sont capables de porter des adultes pesant jusqu'à 60 kg. Jadis, ces poneys étaient utilisés pour des travaux d'agriculture, de traction, et dans les cirques. Ils sont aptes à l'attelage.

## Diffusion de l'élevage
La race est surtout présente dans le Schleswig-Holstein,.
Son niveau de menace est considéré comme « en danger critique d'extinction » par la FAO, en 2007, de même que dans l'étude de la chercheuse suédoise Carolina Liljenstolpe, Horses in Europe (2009). En Allemagne, le Lehmkuhlener est placé dans la catégorie 1, « extrêmement menacé » (allemand : extrem gefährdet),.
En revanche, le Lehmkuhlener n'est pas mentionné dans l'étude du niveau de menace des races de chevaux menée à l'université d'Uppsala, et publiée en août 2010 pour la FAO.
En 2000, seuls huit étalons et cinq juments sont répertoriés. En 2012, cet effectif est de cinq étalons et 16 juments. Le guide Delachaux (2014 et 2016) indique une vingtaine d'individus restants.